# Josef Ťapťuch
Josef Ťapťuch (* 24. prosince 1948, Krnov) je český módní návrhář a vysokoškolský pedagog.  

## Život
Narodil se v Krnově. V letech 1963–1967 vystudoval Střední uměleckoprůmyslovou školu v Brně. Pracoval u podniku Kras Brno. V letech 1972–1978 absolvoval obor oděvní výtvarnictví na Vysoké škole uměleckoprůmyslové v Praze u prof. Zdeňky Bauerové. V letech 1978–1979 studoval v Římě na Accademia di Alta Moda e costume teatrale, studium zakončil stáží u módních domů Valentino a Brugnoli. Poté odjel do Paříže. Zde studoval na École des Arts décoratifs.
V Paříži pak začal spolupracovat s módními domy jako Pierre Cardin, Bally, Jean Patou, Courrèges nebo Paco Rabanne. Jeho kresby se objevily v časopisech Bazaar, Vogue, L'Officiel, Mondo Uomo aj. Stal se  členem Maison des Artistes (Národní asociace vizuálních umělců) v Paříži.  V rodné zemi současně vytvářel autorské přehlídky a navrhoval kolekce např. pro O.P. Prostějov a Jablonex.  
Od roku 1989 vyučoval na pařížských školách ESMOD (École supérieure des arts et technologies de la mode) a FORMAMOD (École de la mode et de la lingerie), kde působil až do roku 2009 a dodnes se tam účastní seminářů a konzultací na téma styl a módní ilustrace. V letech 1994–1996 pedagogicky působil na VŠVU v Bratislavě, v letech 2003–2012 vedl ateliér módní tvorby na Vysoké škole uměleckoprůmyslové v Praze. V roce 2018 byl jmenován profesorem.
Má vlastní oděvní značku, vytváří módní kolekce bižuterie a navrhuje také kolekce pro oděvní průmysl.  